# 臺灣颯弄蝶
臺灣颯弄蝶（学名：Satarupa formosibia），又名臺灣大白裙弄蝶、臺灣大環挵蝶，为弄蝶科颯弄蝶屬下的一个种。

## 描述
雌雄外觀差異不明顯。雄蝶頭部覆褐色毛，觸角褐色，末端尖且呈鉤狀。口器褐色，下唇鬚向前延伸，第1、2節帶黃白色毛，第3節小而光滑，呈褐色棒狀。胸部背面為褐色，腹面與腹部均覆白色鱗片。足部褐色，帶有白色鱗片與毛。前翅呈三角形，外緣稍突出；後翅圓形，近基部背面有白色毛。翅膀底色為褐色，前翅中央有一列透明白斑，後翅則有明顯白色區域，亞外緣具一列弧形排列的黑褐色斑點。翅背面與腹面紋路相似，但顏色較淡，前翅緣毛為褐色，後翅則為褐色中夾雜白色。
雌蝶外形與雄蝶相近，僅翅幅稍寬。

## 分佈
本種為臺灣特有種。臺灣地區分布於本島中海拔山區。

## 棲地
這種蝴蝶生活在常綠闊葉林中，一年一代，成蝶在夏季活躍，常見於森林內外、溪邊等地。它們飛行速度快，喜歡訪花，雄蝶會到濕地吸水。休息時翅膀平展。幼蟲以芸香科的吳茱萸、賊仔樹和食茱萸為食，在冬季則以幼蟲形態休眠過冬。